# Dendrobium ustulatum
Dendrobium ustulatum är en orkidéart som beskrevs av Cedric Errol Carr. Dendrobium ustulatum ingår i släktet Dendrobium, och familjen orkidéer. Inga underarter finns listade i Catalogue of Life.